# Omignano
Omignano là một đô thị (comune) thuộc tỉnh Salerno trong vùng Campania của Ý. Omignano có diện tích 10 km2, dân số là 1536 người (thời điểm ngày 1 tháng 4 năm 2009
).